# (13364) 1998 UK20
1998 يو كي 20 (ويعرف أيضًا باسم (13364) 1998 يو كي 20 وفق تسمية الكوكب الصغير) (بالإنجليزية: 1998 UK20)‏ هو كويكب ضمن حزام الكويكبات؛ وترتيبه 13364 من حيث الاكتشاف.
اكتُشف هذا الجُرم الفلكي بواسطة هيروشي كانيدا في 20 أكتوبر 1998.

## وصلات خارجية
- (13364) 1998 UK20 في قاعدة بيانات مختبر الدفع النفاث لأجرام النظام الشمسي الصغيرة

- الاكتشاف · مخطط المدار ·  العناصر المدارية · المعلمات المادية

- (13364) 1998 UK20 على موقع ويكي سكاي: DSS2, SDSS, GALEX, IRAS, Hydrogen α, X-Ray, Astrophoto, Sky Map, Articles and images